# NGC 3879
NGC 3879 is een spiraalvormig sterrenstelsel in het sterrenbeeld Draak. Het hemelobject werd op 7 april 1793 ontdekt door de Duits-Britse astronoom William Herschel.

## Synoniemen
- UGC 6752
- MCG 12-11-40
- ZWG 334.51
- IRAS 11441+6939
- PGC 36743